# Blaze Starr
Blaze Starr, eigentlich Fannie Belle Fleming, (* 10. April 1932 in Wilsondale, West Virginia; † 15. Juni 2015 ebenda) war eine US-amerikanische Burlesque-Tänzerin, Stripperin und Foto- und Nacktmodell.

## Leben
Aufgewachsen in Wilsondale zog sie mit 15 Jahren nach Washington, D.C. und arbeitete dort als Verkäuferin in einem Donut-Shop oder als Garderobenmädchen. Dort wurde sie von dem Manager Red Snyder entdeckt, der ihr ihren Künstlernamen Blaze Starr gab und ihr zu ersten Auftritten als Burlesque-Tänzerin verhalf. Starr trennte sich jedoch bald von ihrem Manager und zog nach Baltimore, um dort ein Engagement im Two O’Clock Club anzunehmen. National bekannt wurde Starr, als Esquire sie 1954 in einem Artikel erwähnte. Sie trat fortan erfolgreich in zahlreichen Nachtclubs in den Vereinigten Staaten als Tänzerin auf, arbeitete als gefragtes Pin-up-Girl und erschien auf den Titelseiten einiger Herrenmagazine. Fotografiert wurde sie, unter anderem, von dem Fetischfotografen Irving Klaw und von Diane Arbus.
Gegen Ende der 1950er Jahre begann sie eine Affäre mit dem verheirateten Earl Long, damaliger Gouverneur von Louisiana, den sie während eines Engagements in New Orleans kennengelernt hatte. Starr selber war zu dieser Zeit mit dem Nachtclubbesitzer Carroll Glorioso verheiratet. Die skandalöse Beziehung beider beschäftigte die Presse und schockierte die US-Bürger. Die Beziehung des Politikers und der Stripperin wurde 1989 unter dem Titel Blaze – Eine gefährliche Liebe, mit Paul Newman und Lolita Davidovich in den Hauptrollen, verfilmt. Starr hat einen Gastauftritt in diesem Film.
Starr kaufte in späteren Jahren den Two O’Clock Club und zog sich 1983 von der Bühne zurück. Einige Stücke ihrer Bühnenkleidung sind im Museum of Sex in New York und in der Burlesque Hall of Fame in Las Vegas ausgestellt.

## Filmografie
- 1956: Buxom Beautease
- 1962: Blaze Starr Goes Nudist
- 1989: Blaze – Eine gefährliche Liebe (Blaze)
- 1990: On the Block
- 2010: Behind the Burly Q (Dokumentarfilm)